# Georgia Sustainment and Stability Operations Program

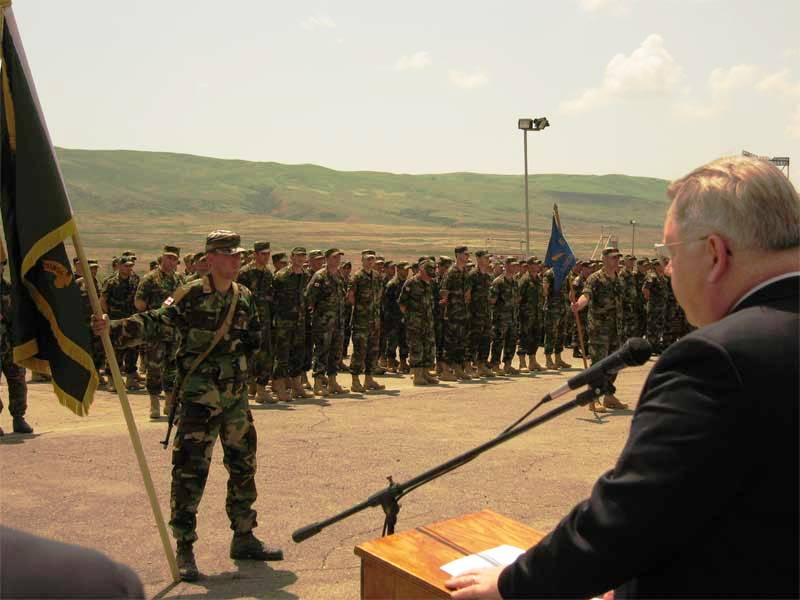
Посол США в Грузии Джон Теффт обращается к грузинским выпускникам программы обучения SSOP II. 17 июня 2007.

Georgia Sustainment and Stability Operations Program — программа вооружённых сил США по обучению грузинских вооружённых сил.
Программа, реализация которой была начата в 2005 году является продолжением программы Georgia Train and Equip Program 2002—2004 годов.
В период с марта 2005 до июля 2006 года, в период выполнения первого этапа программы «Операции сохранения стабильности» (GSSOP I) военные инструкторы США подготовили 2 тыс. военнослужащих грузинской армии (3 батальона). Общая стоимость первого этапа программы составила 50 млн. долларов.
19 сентября 2006 года начался второй этап программы «Операции сохранения стабильности» (GSSOP II), который был завершен в июне 2007 года. Утверждённая стоимость GSSOP II составила 40 млн. долларов, планируемое количество прошедших обучение военнослужащих - 1 пехотная бригада.
Цель программы - введение и углубление западных стандартов (преимущественно - стандартов армии США) для последующего облегчения интеграции ВС Грузии в программы НАТО (до включения в состав членов НАТО) и успешного выполнения задач как в рамках партнёрских программ, так и в случае постоянного членства. Для достижения этой цели были введены и отрабатываются такие основные блоки программы, как:
- тренировки и обучение личного состава на английском языке;
- применение физических мер и огнестрельного оружия по правилам армии США;
- использование боевой техники, амуниции, средств связи не российского производства, а также - продуктов питания/сухих пайков единого образца для армий государств-членов НАТО.[2]

Одним из побочных и непрямых результатов выполнения в армии Грузии как этой программы, так и других явилось объявлении о скором введении новых, - как подчёркивается грузинским руководством - "несоветских" и "нероссийских", - званий, существовавших в Грузии более века (как до её включения в состав СССР в начале XX в., так и после получения независимости в конце XX века).